# Narvafeldzug Karls XII.

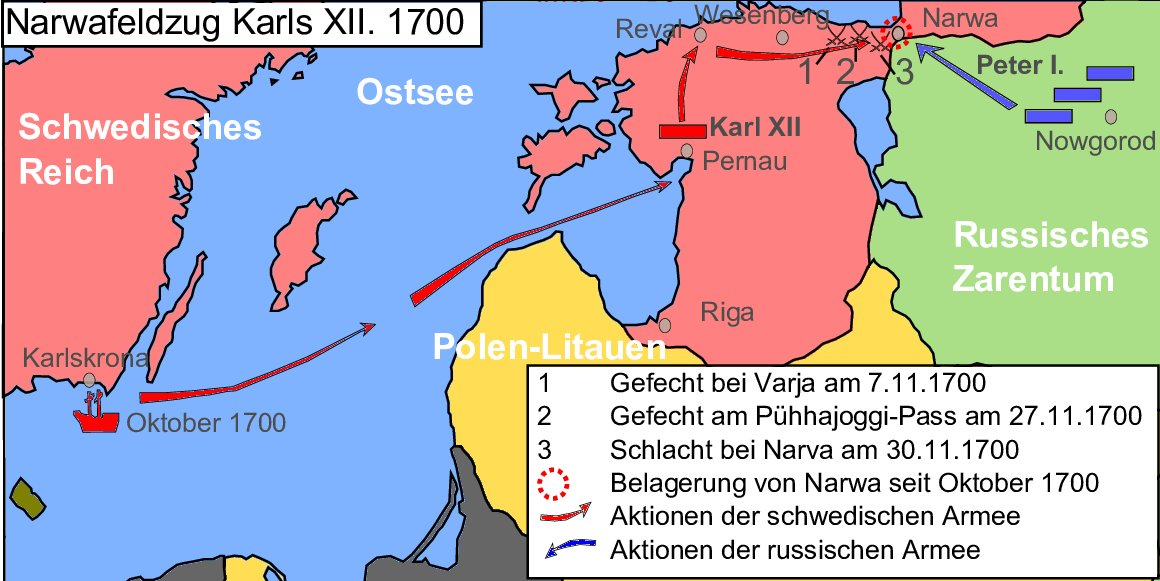
Narvafeldzug Karls XII.

Der Narvafeldzug Karls XII. war ein Feldzug während der Auftaktkampfhandlungen des Großen Nordischen Kriegs. Er dauerte von September bis Ende November 1700. Als Reaktion auf die sächsischen Einfälle in Livland und die Belagerung Narvas durch russische Truppen wurde unter Oberkommando von Karl XII. ein schwedisches Entsatzheer in Schweden aufgestellt, in Karlskrona verschifft und bei Pernau im Baltikum angelandet. Aufgrund der Herbststürme auf der Ostsee kam es zu Verlusten bei der Überfahrt. Zuerst wurde das etwa 11.000 Mann starke schwedische Heer zur Aufhebung der Blockade nach Norden Richtung Narva entsandt. In mehreren Gefechten, dem Gefecht am Pühhajoggi-Pass, dem Gefecht bei Varja und der Schlacht bei Narva, wurde die russische Invasionsarmee vernichtend geschlagen und das belagerte Narva befreit. Die siegreichen Truppen gingen anschließend in die Winterquartiere. Im Frühjahr setzten sie den Feldzug fort und besiegten die Sachsen in der Schlacht an der Düna.

## Begriffliche Abgrenzung
Der schwedische Heereszug von Schweden nach Narva bildete den Folgefeldzug des vorangegangenen russischen Narvafeldzugs, der zur Belagerung der Stadt Narva im Oktober 1700 führte.